# Semilla

Partes de una semilla de aguacate.

La semilla o simiente es la parte del vegetal mediante la cual se propagan los vegetales espermatofitos. La semilla se produce por la maduración de un óvulo de una gimnosperma o de una angiosperma. Una semilla contiene un embrión del que puede desarrollarse una nueva planta bajo condiciones apropiadas. También contiene una fuente de alimento almacenado y está envuelta en una cubierta protectora.   
La semilla más antigua que se conoce corresponde a un fósil encontrado en Bélgica, llamado Runcaria heinzelinii.

## Historia
Las primeras plantas terrestres evolucionaron hace unos 468 millones de años, se reproducían mediante esporas. Las plantas con semillas más antiguas fueron las gimnospermas, que carecían de ovarios para contener las semillas, surgidas en algún momento del período Devónico tardío (hace entre 416 y 358 millones de años) A partir de estas primeras gimnospermas, los helechos con semilla evolucionaron durante el período Carbonífero (hace 359 a 299 millones de años); tenían óvulos que nacían en una cúpula, que eran grupos de ramas que probablemente se utilizaban para proteger la semilla en desarrollo.

## Producción de semillas
Las semillas se producen en varios grupos de plantas relacionadas, y su forma de producción distingue a las angiospermas ("semillas cerradas") de las gimnospermnas ("semillas desnudas").  Las semillas de las angiospermas se producen en una estructura dura o carnosa llamada fruto que encierra las semillas para protegerlas y asegurar un crecimiento sano. Algunos frutos tienen capas de material duro y carnoso.  En las gimnospermas no se desarrolla ninguna estructura especial para encerrar las semillas, que comienzan su desarrollo "desnudas" en las brácteas de los conos. Sin embargo, las semillas quedan cubiertas por las escamas del cono a medida que se desarrollan en algunas especies de conífera.
La producción de semillas en poblaciones de plantas naturales varía mucho de un año a otro en respuesta a variables climáticas, insectos y enfermedades, y ciclos internos de las propias plantas.  Durante un periodo de 20 años, por ejemplo, los bosques compuestos por pino taeda y pino de hoja corta produjeron de 0 a casi 5,5 millones de semillas de pino sano por hectárea. Durante este período, hubo seis cosechas de semillas excelentes, cinco pobres y nueve buenas, cuando se evaluó la producción de plántulas adecuadas para la reproducción natural del bosque.

## Estructura

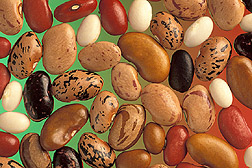
Semillas de alubia.

El alimento almacenado comienza como un tejido fino llamado endospermo, que es provisto por la planta progenitora y puede ser rico en aceite o almidón y en proteínas. En ciertas especies el embrión se aloja en el endospermo, que la semilla utilizará para la germinación.
En otras especies, el endospermo es absorbido por el embrión mientras que el último crece dentro de la semilla en desarrollo, y los cotiledones del embrión se llenan del alimento almacenado. En la madurez, las semillas de estas especies carecen de endospermo. Algunas de las plantas comunes cuyas semillas carecen de endospermo son habas, guisantes, calabazas, girasoles, y rábanos picantes (al igual que todas las especies de la familia Brassicaceae). Las semillas de plantas con endospermo incluyen todas las coníferas, la mayoría de las hierbas y de otras monocotiledóneas, tales como el maíz y el coco.
La envoltura   de la semilla se desarrolla a partir de cubiertas, llamadas tegumentos, que originalmente rodean al óvulo. En la semilla esta envoltura madura se puede convertir en una fina cubierta, como en el cacahuete, o en algo más sustancial.
Las semillas de las angiospermas quedan contenidas en estructuras secas o carnosas (o en capas de ambas), llamadas frutos. En español se llama fruta al alimento que representan los frutos carnosos y dulces. En cambio, las semillas de las gimnospermas comienzan su desarrollo «desnudas» sobre las brácteas de los conos, aunque en su desarrollo son acompañadas por escamas, que ayudan a su protección o a su dispersión.
Existe también un concepto legal de semillas, en el que se considera como tal a cualquier parte de la planta cuando su fin es la multiplicación, y entonces se incluyen plantones, vitroplantas, esquejes, etcétera.

## Función de las semillas

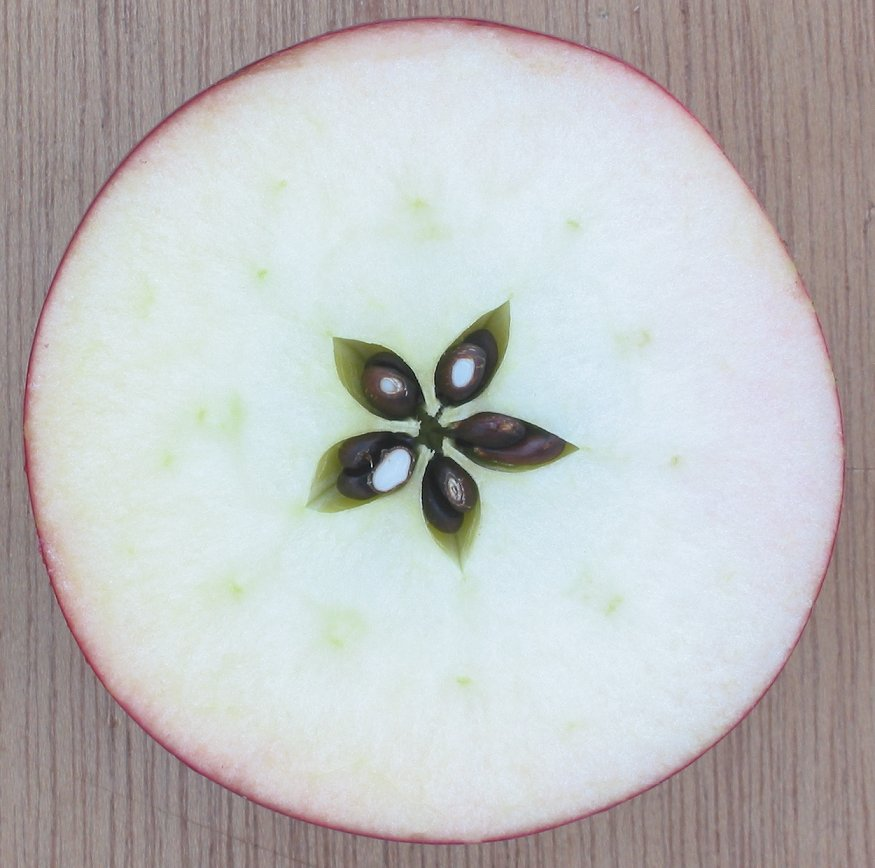
Corte transversal de manzana, en el que muestra las semillas.

A diferencia de los animales, las plantas están limitadas en su habilidad de buscar las condiciones favorables para la vida y el crecimiento. Por consiguiente, han evolucionado de muy diversas formas para propagarse y aumentar la población a través de las semillas.
Una semilla debe llegar a la localización adecuada en el momento óptimo de germinación. Estas propiedades que fomentan la producción de la siguiente generación es posible que estén más relacionadas con los frutos que con las mismas semillas, ya que la función típica de la semilla es la de servir de mecanismo retardante, permitiendo suspender el crecimiento si las condiciones no son favorables o dar el tiempo necesario para su dispersión. Cada especie logra su objetivo de una forma diferente: produciendo gran cantidad de semillas, envolviendo las semillas en duras capas que se van ablandando con las lluvias y el frío invernal para germinar.

## Producción de semillas
La producción de semillas es un proceso esencial de la agricultura, gracias a este, los campesinos han domesticado las especies vegetales que hoy consumimos, creando una enorme variedad dentro de cada especie al ir adaptándolas a distintas condiciones ambientales y necesidades culturales. Este proceso se ha mantenido en algunas regiones durante al menos diez mil años.
Desde el siglo XX, existe una corriente de producción industrial y tecnificada de semillas orientada a crear variedades que funcionen con agroquímicos y en condiciones de producción masificada. A inicios del siglo XXI, esta corriente ha desplazado en muchas regiones del planeta a la producción tradicional de semillas.

### Etapas de producción

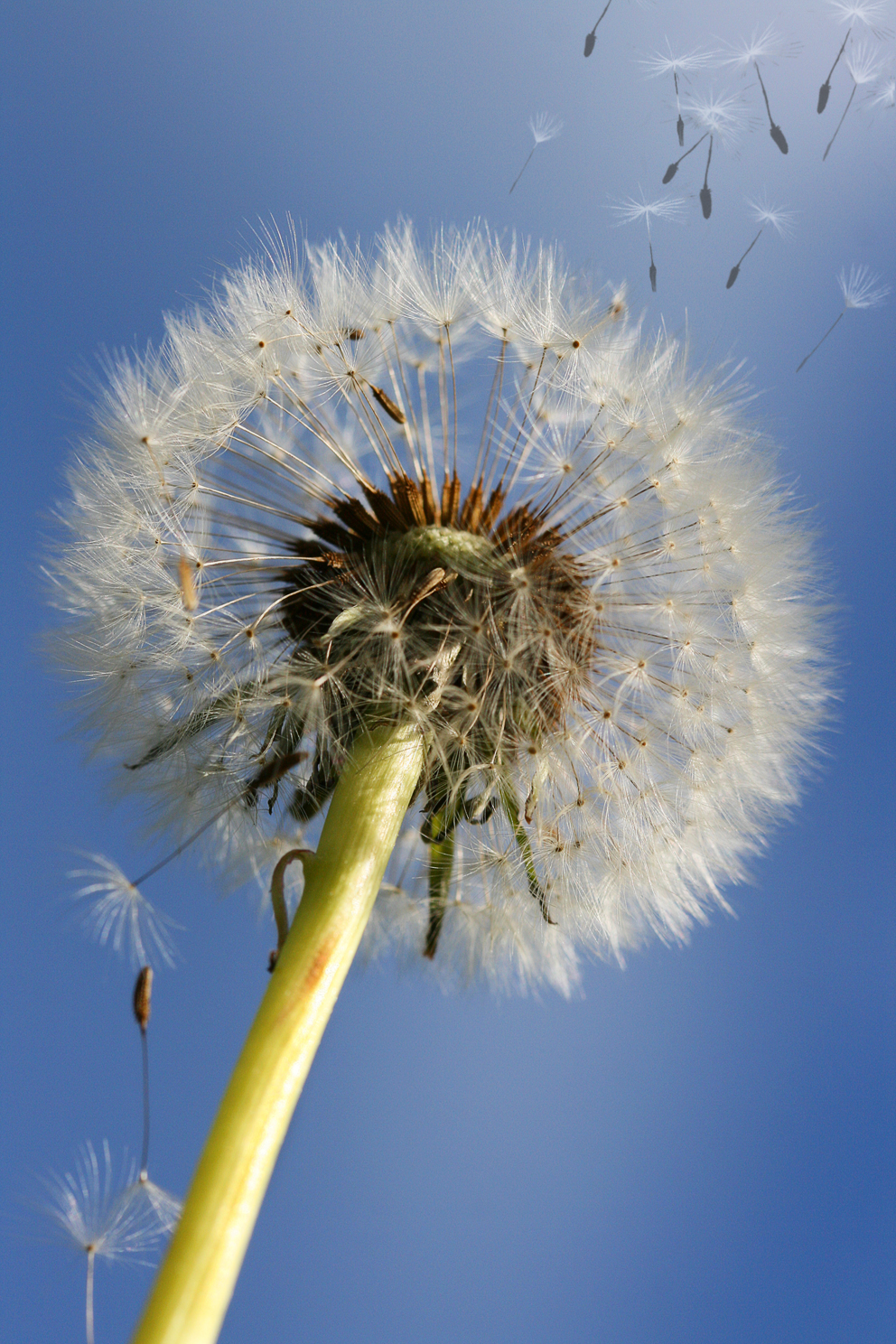
Cabezuela de diente de león soltando sus aquenios, frutos que contienen cada uno una semilla. La dispersión de las semillas a menudo depende de las estructuras del fruto.

La producción tradicional de semillas incluye las siguientes etapas: siembra, cosecha, selección, limpieza, secado, almacenamiento, distribución.
La producción industrial de semillas incluye las siguientes etapas:
- Siembra
- Cosecha
- Acondicionamiento y secado
- Análisis y control de calidad
- Clasificación y selección
- Lavado y tratamiento
- Almacenaje
- Certificación
- Etiquetado y embalaje
- Embarque

## Latencia
La latencia de las semillas tiene dos funciones principales: la primera es sincronizar la germinación con las condiciones óptimas para la supervivencia de la plántula resultante; la segunda es repartir la germinación de un lote de semillas a lo largo del tiempo, de modo que una catástrofe (por ej. Por ejemplo, heladas tardías, sequía, herbivoría) no resulte en la muerte de toda la descendencia de una planta (bet-hedging). La latencia de la semilla se define como la incapacidad de una semilla para germinar en condiciones ambientales óptimas para la germinación, normalmente cuando el ambiente está a una temperatura adecuada con la humedad del suelo apropiada. Por lo tanto, esta latencia verdadera o latencia innata está causada por condiciones internas de la semilla que impiden la germinación. Así pues, la latencia es un estado de la semilla, no del entorno. La latencia inducida, latencia forzada o quiescencia de las semillas se produce cuando una semilla no germina porque las condiciones ambientales externas son inapropiadas para la germinación, sobre todo en respuesta a condiciones demasiado oscuras o luminosas, demasiado frías o calientes, o demasiado secas.
La latencia de la semilla no es lo mismo que la persistencia de la semilla en el suelo o en la planta, aunque incluso en las publicaciones científicas la latencia y la persistencia a menudo se confunden o se utilizan como sinónimos.
A menudo, la latencia de las semillas se divide en cuatro categorías principales: exógena; endógena; combinatoria; y secundaria. Un sistema más reciente distingue cinco clases: letargo morfológico, fisiológico, morfofisiológico, físico y combinacional.
La latencia exógena es causada por condiciones externas al embrión, incluyendo:
- Latencia física o cubierta dura de la semilla ocurre cuando las semillas son impermeables al agua. Cuando se rompe el letargo, una estructura especializada, el hueco de agua, se rompe en respuesta a las señales ambientales, especialmente la temperatura, para que el agua pueda entrar en la semilla y se produzca la germinación. Las familias de plantas en las que se produce la latencia física incluyen Anacardiaceae, Cannaceae, Convulvulaceae, Fabaceae y Malvaceae.[10]
- La latencia química considera las especies que carecen de latencia fisiológica, pero en las que una sustancia química impide la germinación. Este producto químico puede ser lixiviado fuera de la semilla por el agua de lluvia o la nieve derretida o ser desactivado de alguna manera.[11] La lixiviación de inhibidores químicos de la semilla por el agua de lluvia se cita a menudo como una causa importante de la liberación de la latencia en semillas de plantas del desierto, pero existen pocas pruebas que apoyen esta afirmación.[12]

La latencia endógena está causada por condiciones dentro del propio embrión, entre las que se incluyen:
- En la latencia morfológica, se impide la germinación debido a las características morfológicas del embrión. En algunas especies, el embrión es sólo una masa de células cuando se dispersan las semillas; no está diferenciado. Para que se produzca la germinación, el embrión debe diferenciarse y crecer. En otras especies, el embrión está diferenciado pero no completamente desarrollado (subdesarrollado) en el momento de la dispersión, y se requiere el crecimiento del embrión hasta una longitud específica de la especie antes de que pueda producirse la germinación. Ejemplos de familias de plantas en las que se produce latencia morfológica son Apiaceae, Cycadaceae, Liliaceae, Magnoliaceae y Ranunculaceae.[13][14]
- Latencia morfofisiológica incluye semillas con embriones subdesarrollados, y también tienen componentes fisiológicos para la latencia. Estas semillas, por lo tanto, requieren un tratamiento para romper el letargo, así como un periodo de tiempo para desarrollar embriones completamente desarrollados. Entre las familias de plantas con latencia morfofisiológica se incluyen Apiaceae, Aquifoliaceae, Liliaceae, Magnoliaceae, Papaveraceae y Ranunculaceae.[13] Algunas plantas con latencia morfofisiológica, como las especies Asarum o Trillium, tienen múltiples tipos de latencia, una afecta al crecimiento de la radícula (raíz), mientras que la otra afecta al crecimiento de la plúmula (brote). Los términos "latencia doble" y "semillas de dos años" se utilizan para las especies cuyas semillas necesitan dos años para completar la germinación o al menos dos inviernos y un verano. La latencia de la radícula (raíz de la plántula) se rompe durante el primer invierno tras la dispersión, mientras que la latencia de la yema del brote se rompe durante el segundo invierno.[13]
- Latencia fisiológica significa que el embrión, debido a causas fisiológicas, no puede generar suficiente energía para atravesar la cubierta de la semilla, el endospermo u otras estructuras de recubrimiento. La dormancia se rompe típicamente en condiciones húmedas frías, húmedas cálidas o secas cálidas. El ácido abscísico suele ser el inhibidor del crecimiento en las semillas, y su producción puede verse afectada por la luz.
  - Secado, en algunas plantas, incluyendo un número de hierbas y aquellas de regiones estacionalmente áridas, es necesario antes de que germinen. Las semillas se liberan, pero necesitan tener un menor contenido de humedad antes de que pueda comenzar la germinación. Si las semillas permanecen húmedas tras la dispersión, la germinación puede retrasarse muchos meses o incluso años. Muchas plantas herbáceas de zonas de clima templado tienen latencia fisiológica que desaparece con el secado de las semillas. Otras especies germinan después de la dispersión sólo en rangos de temperatura muy estrechos, pero a medida que las semillas se secan, son capaces de germinar en un rango de temperatura más amplio.[15]
- En las semillas con latencia combinada, la cubierta de la semilla o del fruto es impermeable al agua y el embrión tiene latencia fisiológica. Dependiendo de la especie, la latencia física puede romperse antes o después de que se rompa la latencia fisiológica.[14]
- La latencia secundaria* está causada por condiciones posteriores a la dispersión de la semilla y se produce en algunas semillas cuando la semilla no latente se expone a condiciones que no son favorables para la germinación, muy a menudo altas temperaturas. Los mecanismos de la latencia secundaria aún no se conocen del todo, pero podrían implicar la pérdida de sensibilidad en los receptores de la membrana plasmática.[16]

Los siguientes tipos de latencia de semillas no implican latencia de semillas, estrictamente hablando, ya que la falta de germinación es impedida por el medio ambiente, no por características de la propia semilla (ver Germinación):
- Fotolatencia o sensibilidad a la luz afecta a la germinación de algunas semillas. Estas semillas fotoblásticas necesitan un periodo de oscuridad o luz para germinar.  En especies con cubiertas de semillas finas, la luz puede ser capaz de penetrar en el embrión latente. La presencia o ausencia de luz puede desencadenar el proceso de germinación, inhibiendo la germinación en algunas semillas enterradas demasiado profundamente o en otras no enterradas en el suelo.
- La termolatencia es la sensibilidad de las semillas al calor o al frío. Algunas semillas, como las de la escarola y el amaranto, sólo germinan a altas temperaturas (30 °C o 86 °F); muchas plantas cuyas semillas germinan a principios o mediados del verano tienen termodemancia, por lo que sólo germinan cuando la temperatura del suelo es cálida. Otras semillas necesitan suelos frescos para germinar, mientras que otras, como el apio, se inhiben cuando las temperaturas del suelo son demasiado cálidas.  A menudo, los requisitos de termodormancia desaparecen a medida que la semilla envejece o se seca.

No todas las semillas pasan por un periodo de latencia.  Las semillas de algunos manglares son vivíparas; comienzan a germinar mientras aún están unidas al progenitor. La raíz, grande y pesada, permite que la semilla penetre en el suelo cuando cae. Muchas semillas de plantas de jardín germinan fácilmente en cuanto tienen agua y están suficientemente calientes; aunque sus antepasados silvestres pueden haber tenido latencia, estas plantas cultivadas carecen de ella.  Tras muchas generaciones de presión selectiva por parte de cultivadores y jardineros, la latencia se ha eliminado.
Para las anuales, las semillas son una forma de que la especie sobreviva a las estaciones secas o frías. Las plantas efímeras suelen ser anuales que pueden pasar de semilla a semilla en tan sólo seis semanas.